# 115-я Кабардино-Балкарская кавалерийская дивизия
115-я Кабардино-Балкарская кавалерийская дивизия (на момент формирования 115-я отдельная кавалерийская дивизия) — воинское соединение РККА в годы Великой Отечественной войны. Сформирована в Кабардино-Балкарской АССР в декабре 1941 года. Командир дивизии — полковник Антон Скороход.
Летом и осенью 1942 года дивизия в составе 51-й армии участвовала в боях по отражению наступления войск вермахта в направлении Сталинграда и Северного Кавказа. Воевала в междуречье Дона и Волги. Непосредственно участвовала в боях в предместьях Ростова-на-Дону: в Большой и Малой Мартыновках, у сел Пробуждение, Ремонтное, в районе станицы Ново-Николаевской, у станицы Цимлянской Ростовской области, в районе села Цаган-Нур на территории Калмыкии.
Была расформирована в октябре 1942 года — невосполнимые потери составили две трети личного состава.

## История

### Формирование
25 ноября 1941 года на основании постановления ГКО № 894 от 13.11.1941 г. командующий войсками Северо-Кавказского военного округа издал приказ о формировании ряда национальных кавалерийских соединений, включая 115-ю отдельную кавалерийскую дивизию, формирование которой проходило на территории Кабардино-Балкарской АССР.
Численность дивизии должна была составить 3,5 тысячи сабель, при общей численности до 4,5 тыс. человек. В её состав должны были направляться военнообязанные не старше 40 лет. Строевые подразделения дивизии формировались лицами в возрасте до 35 лет. Предполагалось, что все штатные подразделения будут укомплектованы на 50 % новобранцами призыва 1942 г. и на 50 % уже обученными солдатами.
Подготовка новобранцев проводилась на основе опыта первых месяцев войны, без боевого оружия, которое было получено только накануне боевых действий под Ростовом-на-Дону. Позже это привело к большим потерям среди личного состава. Дивизия была плохо укомплектована. На вооружении были лишь винтовки, гранаты и небольшое количество пулемётов и артиллерийских стволов.
1-го мая 1942 года дивизия прибыла в г. Нальчик для участия в первомайских торжествах, после которых отправлена на фронт.

### Боевой путь
После провала плана «Барбаросса», не имея достаточных сил для наступления по всему восточному фронту, летом-осенью 1942 года вермахт сосредоточил свои главные силы для проведения наступательной операции на южном участке фронта (план «Блау») с целью уничтожения группировки советских войск западнее Дона, захвата стратегически важных Кавказских нефтепромыслов, а также Сталинград — крупнейший на юге транспортный и промышленный центр, и, тем самым, перерезать крупнейшую транспортную артерию СССР, соединявшую южные и центральные области европейской части Союза. Это могло оказать негативное влияние на дальнейший ход войны. Баку и Северный Кавказ были основными источниками нефти для всей экономики СССР. Помимо этого, Кавказ и Кубань были одними из крупнейших поставщиков продовольствия и различного стратегического сырья (например вольфрамо-молибденовой руды).
Для реализации планов наступления на Кавказ вермахтом были сформированы группы армий «A» и «B», действовавшие южнее и севернее Дона соответственно. Их первой задачей был захват Северного Кавказа, а второй — захват Сталинграда и обеспечение выхода немецких войск в Волге.
С 20 мая по 27 августа 1942 года дивизия входила в состав 51-й армии под командованием генерала Коломийца Т. К., которой противостояли части группы армии «A»: танковые и моторизованные части 40-го и 48-го корпусов немецкой армии и дивизии 6-го румынского корпуса. Согласно плану обороны ростовско-кавказского направления Северо-Кавказского фронта от 2 июня 1942 года, 115-я кавалерийская дивизия вместе со 110-й Калмыцкой кавалерийской дивизией находились в составе Отдельного кавалерийского корпуса, сформированного 25 мая 1942 г., под командованием генерала Погребова. 115-й кавалерийской дивизии и 255-му кавалерийскому полку должны были оборонять южный берег Дона в направлении Сталинград — Сальские степи, не допустить прорыв противника к Северному Кавказу, а также быть готовой в зависимости от тактической обстановки совместно с 14-м танковым корпусом нанести противнику контрудар. Для этого в середине июля 1942 года была сформирована ударная группа, в которую входил Отдельный кавалерийский корпус в составе 255-го отдельного кавалерийского полка, 40-й танковой бригады и 19-го гвардейского механизированного полка, рассредоточенная в районе населённых пунктов Попов, Зерновой, Мечетинская. При наступлении немецких войск на Сталинград севернее Дона ударной группе предписывалось выдвинуться и прикрывать участок фронта в районе Малой Мартыновки, Большой Орловки и Батлаевской.
18 июля 1942 года, после почти 300 километрового марша, дивизия прибыла в район Цимлянской, где немецкие войска пытались прорвать оборону на участке 302-й стрелковой дивизии, и приступила к подготовке к обороне. 25 июля дивизии была поставлена новая задача — занять оборону на плацдарме Манычская—Ольгинская и не допустить форсирование противником Дона. На протяжении всего 120-километрового ночного марша к месту новой дислокации дивизию обстреливали с воздуха. К вечеру 26 июля, когда 115-я прибыла на место и заняла оборону, в некоторых подразделениях потери достигали до 7 % личного состава.
В течение 26 июля — 22 августа 115-я дивизия вела тяжёлые ожесточённые бои на данном участке, включавшие рукопашные схватки с противником. Так, в ходе боёв 26, 27 и 28 июля в станицах Батлаевской, Крепянке и у кургана Лысого потери 297-го кавалерийского полка составили до 40 % личного и 70 % командного составов. 104-й конно-артиллерийский дивизион и эскадроны 278-го кавалерийского полка потеряли убитыми и ранеными 143 человека.
Жестокий бой произошёл 29 июля. 115-я дивизия, не успев занять исходные позиции, была вынуждена отражать наступление немецких войск, вышедших в тыл дивизии в районе Большой Мартыновки. Некоторые части 115-й дивизии оказались в окружении. Велись ожесточённые уличные бои. В сумерках красноармейцы сумели выйти из окружения. В боях за Мартыновку было подбито 38 немецких танков, 7 автомашин и уничтожено два батальона пехоты. Потери 115-й составили 100 человек убитыми и 50 человек ранеными, уничтожены 27 танков из 155-й танковой бригады.
11 августа оставшиеся подразделения начали отступать по безводным и редко населённым Сальским и Калмыцким степям. При отступлении была предпринята безуспешная попытка закрепиться в селе Ремонтном.
В ходе этих боёв дивизия понесла значительные потери. Дивизии противостояли превосходившие её по численности войска вермахта, поддерживаемые «с воздуха». 22 августа был получен приказ защищать подступы к Сталинграду, а именно перехватить все дороги в районе Цаган-Нур и переправу через озеро Сарпа. Дивизия защищала этот участок 2 месяца.

### Расформирование
К октябрю 1942 года потери 115-й кавалерийской дивизии составили 3019 человек, из них погибших — 878, пропавших без вести — 928, попавших в плен — 5, эвакуированных — 8, раненых — 846. Позже было уточнено, что 219 человек, числившихся пропавшими без вести, оказались живыми. В итоге, 19 октября 1942 года, дивизия, потерявшая две трети личного состава, была расформирована. Отдельные дивизионы разведки, сформированные из оставшегося личного состава, и истребительно-противотанковый дивизион вошли в состав 4-го кавалерийского корпуса под командованием генерал-лейтенанта Шапкина.

## Структура, командный и национальный состав

### Структура и командный состав
К моменту отправки на фронт личный состав дивизии составлял 4508 человек, включая 79 командиров старшего звена, 331 — среднего, 716 — младшего и 3382 рядовых.
- Командир дивизии — полковник Скороход Антон Филиппович
- Военком — старший батальный комиссар Иголкин Фёдор Семёнович
- Начальник политотдела — батальонный комиссар Селяев Махти Таубиевич
- Начальник штаба — подполковник Эхохин Михаил Сергеевич
- Комиссар штаба — ст.политрук Картоев Джабраил Дабиевич
- Комиссар — политрук Наурзоков Хамзет Исович
- Начальник оперативного отделения — майор Васильев Василий Макарович
- 278 (Нальчикский) кавалерийский полк:
  - Командир полка — майор Абодиев Японц Арскиевич
  - Комиссар — ст.политрук Каширгов Хабала Кургокович
  - Начальник штаба — капитан Забродский Адам Викторович
- 297 (Баксанский) кавалерийский полк:
  - Командир полка — майор Киселёв Павел Петрович
  - Комиссар — батальонный комиссар Ширитов Хажисет Хатокшукович[32]
  - Начальник штаба — старший лейтенант Хатукаев Абубекир Толматович
- 316 (Урванский) кавалерийский полк:
  - Командир полка — майор Захаров Иван Андреевич
  - Комиссар — ст.политрук Галашев Касым Гуцаевич(Галачиев)
  - Начальник штаба — подполковник Эхохин Михаил Сергеевич
- 395 дивизионный ветеринарный лазарет
- 115 эскадрон химической защиты
- 104 артиллерийский парк
- 104 конно-артиллерийский дивизион
- 86 отдельный полуэскадрон связи
- 87 продовольственный транспорт
- 85 медицинский эскадрон

### Национальный состав (на 25.06.1942)
| Национальность | Кол-во, чел. | Национальность    | Кол-во, чел. |
| -------------- | ------------ | ----------------- | ------------ |
| Кабардинцы     | 2919         | Горские евреи     | 6            |
| Балкарцы       | 568          | Европейские евреи | 11           |
| Русские        | 680          | Казахи            | 12           |
| Украинцы       | 86           | Черкесы           | 2            |
| Осетины        | 58           | Ингуши            | 2            |
| Грузины        | 25           | Татары            | 1            |
| Адыгейцы       | 13           | Ногайцы           | 6            |
| Карачаевцы     | 12           | Лезгины           | 1            |
| Армяне         | 15           | Всего             | 4508         |

## Память
В станице Большая Мартыновка установлен мемориальный комплекс защитникам в центре слободы и памятный знак, а в честь политрука Озова Хажмудара Пашевича назван переулок.
Недалеко от хутора Новоселовка на кургане Лысый установлен памятник.
В г. Нальчике именем 115-й дивизии назван сквер и установлен памятник. Одна из вершин Скалистого хребта в Чегемском районе КБР, высотой 3357 м, получила название: «Пик Большая Мартыновка».

## В культуре
- Роман «Сломанная подкова» (1973) писателя Алима Кешокова, служившего в дивизии.